# Piet Depuydt
Piet Depuydt (Brugge, 14 september 1965) is een Belgisch redacteur en journalist.

## Levensloop
Depuydt studeerde politieke wetenschappen aan de Rijksuniversiteit Gent en behaalde een baccalaureaat bedrijfseconomie aan de Katholieke Universiteit Leuven. Hij is de tweelingbroer van Paul Depuydt.
Hij werkte als redacteur bij het Roularta-tijdschrift Trends van april 1991 tot januari 1999. In januari 2000  richtte Depuydt het maandblad Bizz op, waarvan hij tot augustus 2000 hoofdredacteur was. Vervolgens werd hij hoofdredacteur van Trends in opvolging van Erik Bruyland, een functie die hij uitoefende tot juni 2007. Van 1 april 2008 tot oktober 2011 was hij financieel redacteur bij NRC Handelsblad. In september 2010 bracht hij het boek De Kloof: Hoe de breuk tussen Belgen en Nederlanders Fortis fataal werd uit. In november 2011 ging hij aan de slag als journalist bij De Tijd.